# James W. Kilby

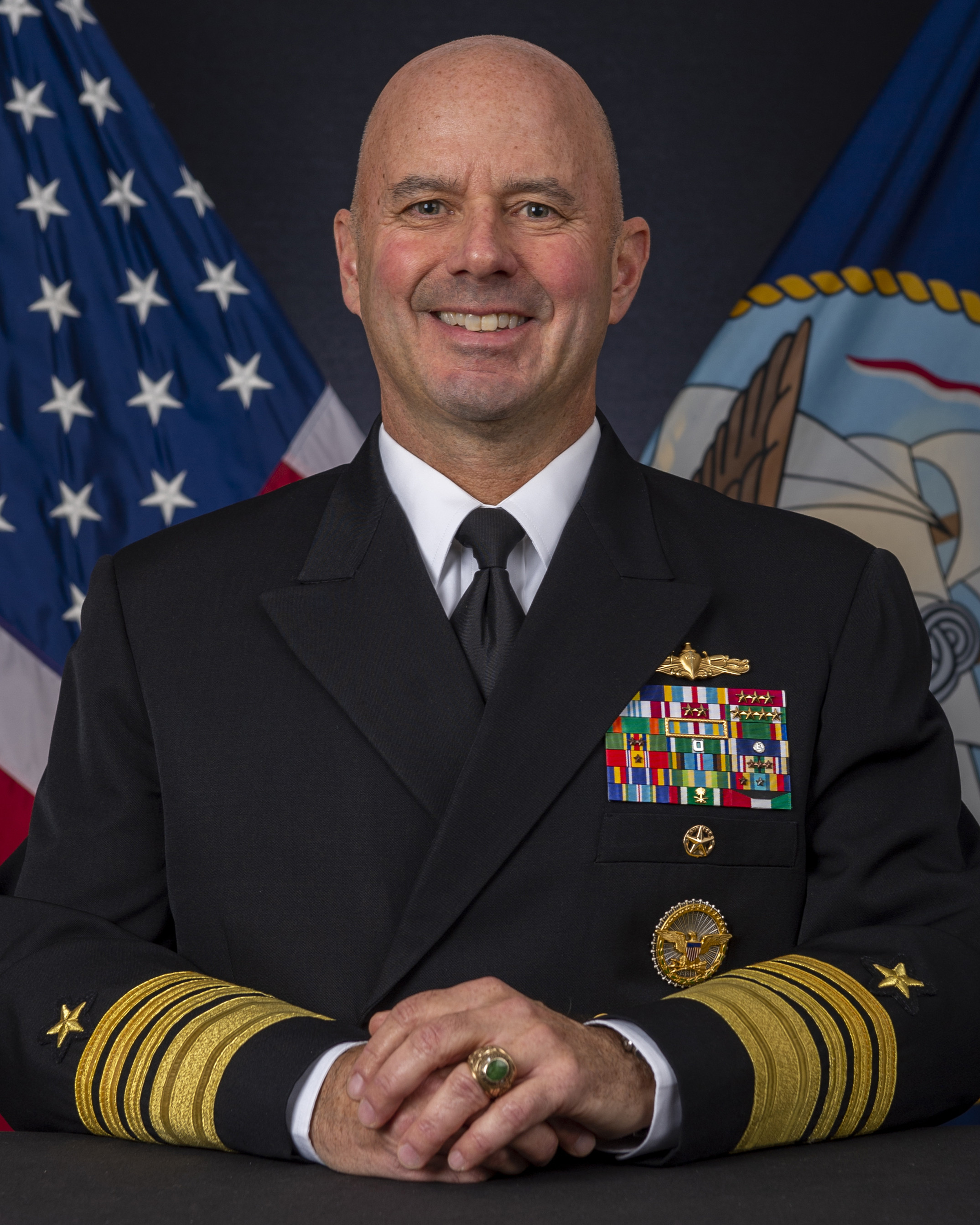
James W. Kilby (2024)

James Wells Kilby (* 1963) ist ein US-amerikanischer Admiral der United States Navy, seit 2024 Vice Chief of Naval Operations und seit Februar 2025 kommissarische Chief of Naval Operations und damit ranghöchste Offizier und Admiralstabschef der Navy.

## Leben
James W. Kilby wuchs in Pound Ridge im US-Bundesstaat New York auf und graduierte 1986 von der United States Naval Academy. Danach wurde er auf dem Zerstörer Sampson, dem Kreuzer Philippine Sea und zweimal auf der San Jacinto eingesetzt. Als Kommandant fungierte er auf der Russell sowie als Flottenchef auf dem Flaggschiff Monterey, die 2011 unter dem Kommando von Kilby ihre erste Fahrt im Rahmen der Ballistic Missile Defense absolvierte.
An Stabsverwendungen war Kilby zweimal beim Chief of Naval Operations in der Abteilung für Überwasserkriegsführung eingesetzt, einmal in der Personalführung sowie ein weiteres Mal in der Missile Defense Agency für das Aegis-Kampfsystem.
Als Flaggoffizier war Kilby als Kommandeur des Naval Surface and Mine Warfighting Development Center eingesetzt, als Kommandeur der Carrier Strike Group 1, Director of Warfare Integration, stellvertretender Operationschef für Anforderungen und Fähigkeiten zur Kriegsführung und als stellvertretender Kommandeur des United States Fleet Forces Command.
Im Juli 2023 wurde er vom Präsident der Vereinigten Staaten, Joe Biden, als neuer Vice Chief of Naval Operations nominiert und im Dezember 2023 vom United States Senate Committee on Armed Services bestätigt. Er trat sein Amt am 5. Januar 2024 an und wurde an diesem Tag zum Admiral befördert.
Im Februar 2025 wurde er nach der Entlassung von Lisa Franchetti kommissarischer (acting) Chief of Naval Operations.